# 亚尔马·塞德克罗纳
亚尔马·阿塞尔·弗里茨·塞德克罗纳（瑞典語：Hjalmar Axel Fritz Cedercrona，1883年12月23日—1969年5月24日），瑞典男子体操运动员。他曾获得1908年夏季奥运会体操比赛男子团体全能金牌。他于1969年在延雪平去世。